# Kolga-Jaani
Kolga-Jaani (deutsch Klein St. Johannis) war eine Landgemeinde im estnischen Kreis Viljandi mit einer Fläche von 312,4 km². Sie hatte 1599 Einwohner (Stand: 1. Januar 2010).
2017 schloss sich die Kolga-Jaani der Landgemeinde Viljandi an.
Neben dem Hauptort Kolga-Jaani umfasste die Landgemeinde die Dörfer Eesnurga, Taganurga, Odiste, Oorgu, Parika, Järtsaare, Vissuvere, Lalsi, Lätkalu, Meleski, Vaibla, Oiu, Otiküla und Kaavere (nach Einwohnerzahl absteigend geordnet).

## Johannes-Kirche
Sehenswert ist die Johannes-Kirche von Kolga-Jaani. Sie wurde im 14. Jahrhundert im gotischen Stil errichtet und 1742 erneuert. 1875 wurde ein Turm hinzugefügt. Während der umfassenden Renovierung 1903/04 erhielt sie beeindruckende Glasfenster.